# ブログ
ブログ（blog）とは、World Wide Web上のウェブページに、日記や覚え書き、論評などを記すソーシャルメディアのことである。写真やイラストなどの画像を掲載することもできる。
「WebにLogする」ウェブログ (weblog) をブログ（blog）と略称する。執筆者はブロガー (blogger) 、個別記事はブログエントリー (blog entry) と呼ばれる。

## 概要
英語のウェブサイトがニュースやサイトなどに感想などを付して該当のURLとともに紹介したことが始まりとされる。のちにアメリカ同時多発テロの1か月後にリリースされたツール、例えばMovable TypeやBloggerなどが登場し本格的に拡大した。イラク戦争の際はバグダッド在住のイラク人女性リヴァーベンドが発するブログ『Baghdad Burning』（バグダッド炎上）が話題となり、その知名度を大きく引き上げる結果となった。
筆者の個人的な体験や日記、ニュースや時事問題などの話題など、時系列で記録されるウェブサイト全般を含めて呼称したり、ウェブサイトの作成機能を提供するソフトウェアやウェブサービスなどを称することもある。
ウェブサイトとしての体裁は、主として管理者が記事を投稿する私的ニュースサイト、あるいは公開日記である。特定の投稿方法に限定されないが、ブログ向けのソフトウェアやウェブスペースがあり、それをダウンロードやレンタルして使えば、HTMLを知らなくても、自身のブログとしてウェブブラウザから手軽に情報の発信・更新ができる。パソコンや携帯情報端末（携帯電話・スマートフォンなど）のインターネット機能を用い、自宅でも外出先でも手軽な更新が可能である。
それぞれの項目にはタイトルの付与が可能で、時間軸やカテゴリで投稿を整理、分類する構造となっている。
用途は多岐にわたり、個人の日記的なものや趣味についての発信、創作物の発表の場、手軽な意見表明や時事問題についての論説などさまざまである。また企業やクリエイター集団が、対外的な活動日誌などという位置づけで、自社公式ウェブサイト内で公開することも多い。
自身のブログでの発言や投稿した写真が、世間に対し影響を及ぼす者は「アルファブロガー」と呼ばれる。2010年代以降は、SNSに倣って「インフルエンサー」と呼ばれることが多くなった。

### ブログとRSS
多くのブログシステム（サービス）は、RSSフィードやAtom（以降、特に断りがなければRSSとはこれら2つを指す）を使って更新を自動通知したり、トラックバック機能を使用して、他のブログからの引用やリンクを自動で行えるなどの充実した編集機能が備わっている。RSSによるXMLを使った定型での情報配信は、それぞれのブログから配信されるRSSを自動巡回サービスで取りまとめて、更新があったときにユーザに通知するサービスを生み出した。また、データ配信の形が定まっているため、ニュース配信も容易で、大手のマスコミがニュースをRSSで配信し始めるようになった。RSSやAtomは、2010年代まで幅広く使われた。

## 分類
モブログ (moblog)
主に携帯電話などのモバイル通信端末を使用しメールを送信して更新する
フォトログ (photolog, fotolog)
写真画像を主体として更新される
ブイログ（ないしヴログもしくはビデオログとも）(Vlog)
ビデオコンテンツの配信を主体とする
エログ (elog, erog)
アダルトコンテンツを扱う

ノベログ (novelog)、ブログ小説
自作の小説を話数ごとに分けて更新するもの
ファッションブログ (fashion blog)
ファッションジャンルに特化したブログ
ブログメディア
おもに法人が、ビジネス目的に複数人で組織として運営するもの。「双方向性」という特性を利用しつつ、専門性に特化した内容を発信する。ブログのように時系列を逆順に記事が並ぶサイトを指し、雑誌メディアをも置換しうる新メディアともなっている。

## 日本における普及
日本においては、ブログよりも先にWeb日記、個人ニュースサイトといったウェブサイトが存在していた。初期の代表的な無料レンタルWeb日記サービスには「さるさる日記」と「日記レンタルサイトすくすく」が存在し、初期のWeb日記のリンク集では「日記才人」が存在した。またポータルサイト「goo」の「gooコミュニティ」、OCNの「OCNcafe」、楽天の「楽天広場」などのコミュニティサイトにも、Web日記機能が搭載されていた。
その後、ブログサービスツールの日本語化などにより、2002年（平成14年）頃から急速にブログが普及した。特に2003年（平成15年）1月16日には独立系で「人力検索はてな」を展開していた企業「はてな」がブログサービス「はてなダイアリー」を開設し、この「はてなダイアリー」ではブログ記事に含まれるキーワードでブログ同士を繋ぐ「はてなキーワード」機能で人気となり、「はてな村」と呼ばれるほどの高いコミュニティ意識を形成していった。
次いで2003年12月から2004年（平成16年）にかけては、インターネットサービスプロバイダ（@nifty、AOLジャパン、BIGLOBE (NEC) 、OCN（NTTコミュニケーションズ）、KDDIなど）、ポータルサイト（ライブドア、エキサイト、Gooなど）が相次いでブログサービスを導入していった。
2005年（平成17年）3月末の時点においては日本国内での閲覧者数（少なくとも月に1度はブログを閲覧している）が約1,651万人いると総務省から発表された。
また、2004年9月から翌2005年9月にかけての利用者数の増加が特に顕著であり、この間に約2倍に増加したことによって2,000万人を超えたという調査報道もなされた。ブログの普及に伴い、ブログの炎上も起きるようになっていった。
日本におけるブログは、各ブログの投稿数が多いことを特徴としており、その結果として、2006年（平成18年）の第4四半期には全世界のブログ投稿の約37%を日本語によるものが占めていたほどで、当時、英語や中国語を上回る第1位となっていた。その他、日本独自のブログ形態として、携帯電話からのメール投稿（写メール対応のものもある）に対応したブログ「モブログ」（「Mobile Blog」の略）や「リアルタイム日記」（略称「リアル」）があった。
またブログ同士は、トラックバックによる相互リンクで繋がり、検索エンジンにおいてブログが上位に表示されるようになった。検索エンジンにブログ以外がヒットしにくくなったことへの対策として、goo検索では2006年に、Yahoo!検索では2007年に「ブログフィルター」を導入した。
それに加えて、日本では2005年頃よりブログがコメントスパムやトラックバックスパムの温床となっていき、トラックバック機能を無効化するブロガーが増加していった。また2004年にはソーシャル・ネットワーキング・サービス (SNS) の「mixi」が登場して人気となり、ブログサービスでもトラックバックの代わりなどとしてSNS機能を導入するものが現れた。2006年2月には「ウェブリブログ」にSNS機能が追加され、次いで2006年6月には「NAVERブログ」の後継となる「CURURU」が、2006年8月には「MSN Spaces」の後継となる「Windows Live Spaces」が、2006年8月には「Vox」の日本語版が、2006年8月には「nowa」がSNS機能を搭載したブログサービスとして登場した。2007年4月9日頃よりはミニブログと称された短文SNSの「Twitter」が日本でも人気となっていった。

### 日本におけるブロガー
市民権を得たブログからは、他者への影響力を持つ個人インフルエンサー（アルファブロガー）や、ブログメディア（「ギズモード・ジャパン」、「TechCrunch Japan」など）が登場したが、それだけでなく一般企業、オールドメディアに登場する芸能人、政治家、その他の著名人なども続々とブログへ参入するようになった。
芸能人におけるブログ活用の先駆者として知られるのは真鍋かをりと中川翔子であり、真鍋は内容まとめて投稿するテキストサイト的なスタイル、中川は後のSNSのように日常の出来事を逐次更新するミクロ的なスタイルを特徴とした。
また芸能人などの著名人が執筆することを売りにしたブログサービスも登場し、これにはオリコンの「オリコンブログ」（後の「スタ☆ブロ」）や、吉本興業のお笑い芸人らがブログを開設する「ラフブロ」（casTYブログの後継）、LINEの「LINE公式ブログ」（後の「LINE BLOG」）などがあった。

### 年表

#### 1999年 - 2000年代
- 1999年
  - 4月15日：米国で「LiveJournal」がサービス開始。
  - 8月23日：「Blogger」がサービス開始（英語版。2003年2月にGoogleが買収。2004年11月15日より多言語対応）
  - 1999年から2000年にかけて、日本でもアフィリエイト広告が開始される（成功報酬型広告#歴史を参照）。
- 2001年
  - 8月30日：楽天市場が「楽天広場」をサービス開始（2006年に「楽天ブログ」へ改称）。当時はまだ日本で「ブログ」の語が普及していなかったため、「楽天広場」の開設時は「無料で日記やホームページを開設できるサービス」と謳われていた[26]。
  - 9月15日：ブログサービス「ヤプース!」がサービス開始。
  - 10月8日：Movable Type バージョン1.0がリリース。
- 2003年
  - 1月16日はてなが「はてなダイアリー」ベータ版をサービス開始（3月13日より正式サービス開始、はてなのサービス一覧も参照）。
  - 7月29日：ドリコムが「マイプロフィール」にブログ機能を追加（8月18日、「マイブログジャパン[27]」としてベータ版をサービス開始。2004年9月24日「ドリコムブログ」へ改称、2009年10月16日、ライブドアへ譲渡）。
  - 11月1日：エッジが「livedoor Blog」ベータ版をサービス開始（12月より正式サービス開始）。
  - 11月：シーサー株式会社が「Seesaaブログ」をサービス開始[28]。
  - 11月：ブログポータルサイト「BlogPeople」サービス開始。
  - 11月：NTTデータが「Doblog（ドブログ）」をサービス開始。
  - 12月2日：ニフティが「ココログ」をサービス開始。ブログブームの火付け役となる[28]。
  - 12月15日：サイバーエージェントが「melma!blog」をサービス開始。
  - 12月：応用通信電業がブログサービス「BLOCKBLOG」をサービス開始[29]。
- 2004年
  - 2月：「mixi」ベータ版サービス開始（3月3日、正式サービス開始）。
  - 2月2日：エキサイトが「エキサイトブログ」ベータ版をサービス開始。
  - 2月4日：マーク・ザッカーバーグらによる学生専用サイトとして「Facebook」が開始（英語版）。
  - 2月13日：株式会社paperboy&co.が「JUGEM」ベータ版をサービス開始（7月6日より正式サービス開始）。
  - 2月21日：「GREE」アルファ版サービス開始（田中良和の個人サイトとして公開、12月7日に法人化）。
  - 3月16日：AOLジャパンが「AOLダイアリー」をサービス開始[30]。
  - 3月22日：BIGLOBEが「ウェブリブログ」をサービス開始。
  - 3月30日：NTTコミュニケーションズが「ブログ人」をサービス開始（のち「OCNブログ人」へ改称[31]）。
  - 3月：NTT-Xが「gooブログ」をサービス開始[32]。
  - 6月15日：ブログサービス「ヤプース!」をGMOが買収し「ヤプログ!」へ改称してベータ版をサービス開始。
  - 6月21日：NHN Japanが日本向けブログサービス「NAVERブログ」を開始。
  - 7月1日：teacup.がブログサービス「AutoPage」を開始。
  - 8月4日：マイクロソフトがブログサービス「MSNスペース」ベータ版をサービス開始。
  - 8月24日：ブログポータル「BlogPeople」に「トラックバック・ピープル」が機能追加。
  - 9月16日：サイバーエージェントが「Amebaブログ」をサービス開始。
  - 10月29日：FC2が「FC2ブログ」をサービス開始。
  - 11月24日：ソニーネットワークコミュニケーションズが「So-net blog」オープンベータ版をサービス開始。
- 2005年
  - 1月31日：Yahoo!Japanが「Yahoo!ブログ」ベータ版をサービス開始。
  - 2月7日：株式会社paperboy&co.が「ロリポブログ」をサービス開始。
  - 5月19日：KDDIがエキサイトと提携し「DUOBLOG」をサービス開始（2007年9月27日「au one ブログ」へ改称）。
  - 6月2日：NHN Japanが「CURURU」をサービス開始、日本向け「NAVERブログ」を引き継ぐ。
  - 11月30日：サイバーエージェントが「melma!blog」をサービス終了。
  - 12月1日：「ブログ」がユーキャン「2005年新語・流行語大賞」に選ばれる。
- 2006年
  - 7月：Obvious社（後のTwitter社）が「Twitter」をサービス開始（英語版）。
  - 8月4日：マイクロソフトがブログサービス「MSNスペース」を「Windows Live Spaces」へリニューアル、正式版としてサービス開始。
  - 10月24日：ベクターがブログサービス「maglog」を開始[33][34]。
- 2007年
  - 3月1日：Davidville, Inc.が「Tumblr」をサービス開始（英語版。2011年3月、日本語ベータ版サービス開始）。
- 2008年
  - 4月23日：Twitter日本語版がサービス開始。日本での普及が始まる。
  - 5月19日：Facebook日本語版がサービス開始。日本での普及が始まる。
  - 5月30日：ライブドアが新ブログサービス「nowa」を開始（2009年3月31日サービス終了）。
  - 6月26日：キュルイ（旧応用通信電業、ルーズフィット）が「BLOCKBLOG」をサービス終了[29]。
- 2009年
  - 1月31日：イー・アクセスが「AOLダイアリー」をサービス終了[35]。GMOティーカップ・コミュニケーションとの提携により、同社のブログサービス「AutoPage」への移行を可能とした[35]。
  - 4月23日：pixivがライブドアと提携し「pixivブログ」をサービス開始。
  - 5月30日：NTTデータの「Doblog」が、同年2月に発生したシステム障害によるデータ消失を復旧できないままサービス終了[36]（NTTデータ#ブログサービスを参照）。

#### 2010年代
- 2010年
  - 3月31日：「CURURU」がサービス終了[37]。
  - 10月6日：Instagramがサービス開始（英語版）。
- 2011年
  - 3月31日：マイクロソフトが「Windows Live Spaces」をサービス終了。
  - 3月31日：KDDIが「au one ブログ」をサービス終了[38]。
  - 6月23日：「LINE」がサービス開始。
- 2012年
  - 2月29日：pixivが「pixivブログ」をサービス終了。
  - 5月17日：ベクターが「maglog」をサービス終了[39]。
- 2014年
  - 2月：Instagram、日本語版公式アカウントを開設[40]。日本での普及が始まる。
  - 11月：LINE株式会社が著名人向けブログサービス「LINE公式ブログ」を開始[25]（同年12月「LINE BLOG」へ改称[41]）。
  - 11月30日：NTTコミュニケーションズが「OCNブログ人」をサービス終了[31]。gooブログなどへの移行ツールが用意された[31]。
- 2016年
  - 11月：「LINE BLOG」が一般ユーザーにも開放され、LINEユーザーなら誰でも開設可能となる[42][43]。
- 2019年
  - 2月28日：はてなが「はてなダイアリー」をサービス終了し「はてなブログ」へ統合[44]。
  - 12月15日：「Yahoo!ブログ」がサービス終了[45][46]。

#### 2020年代
- 2020年
  - 1月31日：「ヤプログ!」がサービス終了[47][48]。
  - 6月1日：ソニーネットワークコミュニケーションズが、ブログサービス「SSブログ」（旧「So-net blog」）をSeesaaへ事業譲渡[49]。
- 2021年
  - 4月1日：GMOペパボが、ブログサービス「JUGEM」を株式会社メディアーノ（エムティーアイ子会社）へ事業譲渡[50]。
  - 4月7日：GMOペパボが、ブログサービス「ロリポブログ」の新規登録を終了[51]。
- 2022年
  - 1月18日：BIGLOBEが「ウェブリブログ」を、翌2023年1月31日をもってサービス終了予定と発表[52]。
  - 8月1日：GMOメディアが「teacup.」の全サービスを終了、これに伴いブログサービス「AutoPage」も終了[53][54][55]。
- 2023年
  - 1月31日：BIGLOBEが「ウェブリブログ」をサービス終了[52]。
- 2024年
  - 1月1日：シーサー株式会社が親会社の株式会社ファンコミュニケーションズに吸収合併され解散[56][57]、Seesaaブログの運営会社がファンコミュニケーションズとなる[58]。
  - 12月1日：ファンコミュニケーションズが「Seesaaブログ」を株式会社したらばへ譲渡[59]。
- 2025年
  - 3月31日：ファンコミュニケーションズが「SSブログ」をサービス終了[60]。
  - 11月18日：NTTドコモが「gooブログ」をサービス終了[32]。

## 問題点

### アフィリエイトブログ
ブログにアフィリエイト広告などを貼り収入を得るブロガーも増え、また企業が宣伝目的に利用するケースも増えており、企業が商品をブロガーに提供し宣伝を書いてもらう広告なども存在している。
アメリカでは、企業が個人になりすまして商品の宣伝広告を記事にする「やらせブログ」を制作していたことがが判明し、ステルスマーケティングとして問題視された。その結果、2006年12月にはやらせサイト・ブログを規制する法案が連邦取引委員会に提出され、その後は州法での規制がなされている。
英語版ウィキペディアによると、英語圏では「やらせブログ」のことを "Fake blog" あるいは "Flipped blog" と言い、略して「Flog」と呼ぶという。

### ブログと選挙活動
2004年のアメリカ大統領選挙ではハワード・ディーンを始めとする民主党陣営が積極的にブログを活用した。
日本では2005年に行われた第44回衆議院議員総選挙において、ブログの有効活用の動きがあったものの、ブログを含めたウェブページは「（新たな）文書図画の頒布による選挙運動」と見なされ、公職選挙法によって候補者のウェブサイトは選挙告示以降の更新が停止されるという問題があり、積極的な活用はされなかった。当時この点について議論が行われており、また現行法の枠内でも投票を呼びかけなければ（つまり選挙に関係ない一般的な話題であれば）更新してもよいのではという意見もあり、2013年のネット選挙解禁まで法律上不安定な状況が続いた。

### ブログ「炎上」
2000年代には日本でもブログが普及するにつれ、著名人などのブログに批判や誹謗中傷のコメントが多数寄せられ、その記事が2ちゃんねるといった匿名掲示板（およびそれをまとめたまとめサイト）などを通じて拡散し、批判コメントが止まらない状態となることがたびたび発生するようになり、これがネットスラングで「ブログ炎上」と呼ばれるようになった。
2010年代のSNSの普及後は、SNSなどのウェブサービスにとどまらず、著名人の発言や企業CMなども含めて、インターネット上で拡散し、広範囲から批判や非難を受けること全般を指して「炎上」と呼ばれるようになった。

### トラックバックスパム
ブログのトラックバック機能を悪用して、宣伝のため無差別にトラックバックを送りつけてくる迷惑行為。このため日本では、トラックバック機能を廃止するブログサービスが増加した。

## ブログを公開するための主なソフトウェア

### サーバソフトウェア
自分でサーバ上に設置するもの。低いレイヤ（OSの管理者権限を持っていればそのチューニングまで可能）でのカスタマイズができる。使用されている言語はPerlやPHP、Javaサーブレットなど多岐にわたる。
- しょぼしょぼ日記システム - Perlの日本製ツール。tDiary同様「Web日記」である
- ハイパー日記システム - 「Web日記」のルーツとも言える古くからあるツール。日本製
- Apache Roller - サン・マイクロシステムズのデーヴ・ジョンソンらが開発している、オープンソースのJava製ツール。データベースにはMySQLを主に使うが、PostgreSQLなどもサポートされている。Apache公式プロダクトのひとつである。
- b2 - WordPress、b2evolutionなどの元になった。
- b2evolution - PHP + MySQL。複数人で記述できる。
- Blogn（ぶろぐん）
- BlognPlus（ぶろぐん+）
- blojsom - blosxomから派生したオープンソースのJava製ツール。
- blosxom - オープンソースのPerl製ツール。
- Drupal - PHPで書かれたオープンソースのWebアプリケーションフレームワーク
- IBM Lotus Connections - ソーシャル・ソフトウェアとして提供され、ブログ機能もその中のひとつ。
- LifeType
- Microsoft SharePoint - Microsoft Office SharePoint Server 2007よりブログサイト構築機能を実装。製品の性質上、企業内ブログとして運用されることが多い。
- Movable Type - シックス・アパートが開発。Perl/PHP + 各種DB製。今ではWordPressにトップの座を奪われているものの主に日本で普及している。
- Nooto (Ruby on Rails)
- Nucleus CMS - オープンソース
- PyBlosxom - Pythonで書かれたblosxom派生ブログ。
- Serene Bach - 日本製ツール。
- Tattertools
- tDiary - Rubyの日本製ツール。厳密には「Web日記」としている。
- WebFrog Blog - PHPで書かれたツール。データベース不要。インストールが簡単なのが特徴。
- WordPress - 世界で最も普及しているオープンソースのPHP + MySQL製ツール。再構築の手間がかからない点が利点。
- Web Diary Professional - Web Libertyにて開発されたCGIツール。すべてのセットアップをブラウザ上で行うことができるため、人気が高い。また、スキンを編集すれば様々な表示ができる。言語はPerl。
- whblog - Perlの日本製ツール。データベースにはSQLiteを使う。
- Textpattern
- habari

### ポータルブログ構築ASP
ブログのポータルサイトを構築するASPパッケージ。単一のブログではなく、複数のブログを設置し、参加者を募るサイトを運営できる。一般的なLAMP環境で開発されている例が多い。
- PowerBlog - CATWALK社が販売するブログエンジン。希望に合わせた細かいカスタマイズ（有料）が可能。
- @Blog（アットブログ） - ライトアップ社が販売する納入方のブログエンジン。近くASP版の提供も予定している。
- CORESIS - かっぺ社製ブログポータルASP。ブログマーケティング活用や希望にあわせたオーダーメイド開発も可能。

### ソフトウェア型
- iWeb
- Thingamablog
- WordPress

## ブログサービス
Webサービス型。いわゆる「既成ブログ」。利用者が自力でサーバソフトの設置をする必要はない。ブログのカスタマイズはサービスとして提供されているものに限られる。
ブログサービスにはポータルサイトの提供するもの、インターネットサービスプロバイダ (ISP) の提供するもの、それ以外の事業者の提供するものが存在する。

### 日本
- 『楽天広場』の「日記」→『楽天ブログ』（楽天、2001年8月30日[65]〜）
- 『livedoor Blog』（エッジ[66]→ライブドア→LINE→ライブドア、2003年11月2日[67]〜）
- 『Seesaaブログ』（Seesaa→ファンコミュニケーションズ→したらば、2003年11月20日[68]〜）
- 『ココログ』（ニフティ、2003年12月2日[69]〜）
- 『エキサイトブログ』（エキサイト、2004年2月2日[70]〜）
- 『JUGEM』（paperboy&co.→GMOペパボ→メディアーノ、2004年2月13日[71]〜）
- 『アメーバブログ』（サイバーエージェント、2004年9月15日[72]〜）
- 『FC2ブログ』（FC2、2004年10月16日[73]〜）
- 『ロリポブログ』（paperboy&co.→GMOペパボ、2005年2月7日[74]〜）
- 『アサブロ』（朝日ネット、2005年3月3日[75]〜）
- 『忍者ブログ』（サムライファクトリー、2006年1月23日[76]〜）
- 『TypePad ビジネス』[77]→『Lekumo ビジネスブログ』（シックス・アパート、2007年11月15日[78]〜）
- 『はてなブログ』（はてな、2011年11月7日[79]〜）
- 『muragon』（ムラウチドットコム、にほんブログ村も運営）[80]
- 『ナガブロ』（株式会社ウェブエイト、長野県ブログ）[81]
- 『エリアブログ』（株式会社エリアマーケティングジャパン）[82]
- 『ダイエット☆マメグラフ』（インテレス）[83]
- 『Anonys日本語版』（GoldBurg）[84]
- 『BRブログ』[85]
- 『みんカラ』[86]
- 『ブログふくおか よかよか』[87]
- 『ナスカ』（新規登録はできないが現存サイトあり）[88]
- 『ele-log』（一部アクセスできない項目あり）[89]
- 『マイブログ』（株式会社フルタイム、株式会社ゼロキューブ）[90]

#### 終了または終了予定
- 『さるさる日記』[91]（フォーバル[92]→GMOメディアホールディングス→GMOメディア、1999年6月18日[92]〜2011年6月30日[93]）
- 『日記レンタルサイトすくすく』[94]→『すくすくブログ』[95] (tok2、2000年4月17日[94]〜)
- 『ヤプース!』[96]→『ヤプログ!』（yapeus project.[97]→GMO[96]→GMOメディア、2001年12月20日[98]〜2020年1月31日[99]）
- 『はてなダイアリー』（はてな、2003年1月16日[100]〜2019年7月26日[101]、はてなブログへ統合[101]）
- 『マイプロフィール』[102]の「日記」[103]→「ブログ」→『ドリコムブログ』[104]（ドリコム、2003年5月1日[105]〜、2009年10月26日ライブドアへの譲渡契約[106]、2010年3月末ライブドアブログへ統合され終了[107][108]）
- 『melma!blog』（サイバーエージェント、2003年12月25日[109]〜2005年11月30日[110]、推奨移行先：アメーバブログ[110]）
- 『AOLダイアリー』[111]（AOLジャパン、2004年3月16日[112]〜2009年1月31日[113]、推奨移行先：AutoPage[113]）
- 『ウェブリブログ』（BIGLOBE、2004年3月22日[114]〜2023年1月31日[115]、推奨移行先：Seesaaブログ[116]）
- 『ブログ人』 →『OCNブログ人』[117]（NTTコミュニケーションズ、2004年3月30日[118]〜2014年11月30日[119]、推奨移行先：gooブログ[119]）
- 『NAVERブログ』→『CURURU』（NHN Japan、2004年6月28日[120]〜2010年3月31日[121]）
- 『TypePad Japan』→『TypePad Pro 日本語版』（シックス・アパート、2004年6月30日[122]〜2013年3月末[123]、推奨移行先はLekumo ビジネスブログ[123]）
- 『AutoPage』（ティーカップ・コミュニケーション→GMOティーカップ・コミュニケーション→GMOメディア、2004年7月1日[124]〜2022年8月1日[125]、推奨移行先：goo blog[125]）
- 『LOVELOG』（KDDI、2004年8月2日[126]〜2014年6月30日[127]、推奨移行先：Seesaaブログ[127]）
- 『MSNスペース』→『Windows Live Spaces』（マイクロソフト、2004年8月10日[128]〜2011年3月末[129]、推奨移行先：WordPress.com[129]）
- 『Doblog』（NTTデータ、2004年10月5日[130]〜2009年5月30日サービス終了[131]）
- 『BLOGari』[132]（ZAQ、2004年11月24日[133]〜2017年1月31日[134]）
- 『Yahoo!ブログ』 (Yahoo! JAPAN、2005年1月31日[135]〜2019年12月15日[136]、推奨移行先: アメーバブログ、ライブドアブログ、Seesaaブログ、はてなブログ[136]）
- 『DUOBLOG』[137]→『au one ブログ』（KDDI、2005年5月19日[138]〜2011年3月31日[139]、推奨移行先: ライブドアブログ及びSeesaaブログ[139]）
- 『マグネット』（NTTデータ・サンリオ、小中学生専用ブログ、2005年5月31日[140]〜2007年6月30日[141]）
- 『DTIブログ』（DTI Services、2005年6月〜2013年12月17日[142]）
- 『Goo-net Blog』[64][143]（プロトコーポレーション、2005年12月1日[144]〜2015年7月30日[145]）
- 『Vox（英語版） 日本版』（シックス・アパート、2006年8月3日[19]〜2010年10月1日[146]）
- 『MARUTA』[147]（イントフロート、2006年12月13日[148]〜2016年11月30日[149]） - 複数ブログを単一アカウントで持てるのが特徴となっていた[150]。
- 『JUST BLOG』（ジャストシステム、2007年2月9日[151]〜、2010年3月31日シックス・アパートへと移管されTypePadに統合[152]）
- 『ファンブログ』（ファンコミュニケーションズ、2007年3月28日[153]〜2025年4月22日[154]、推奨移行先: Seesaaブログ[154]）
- 『nowa』（ライブドア、2007年4月25日[20]〜2009年3月31日[155]）
- 『CoRichブログ！』[156]（こりっち）
- 『BitLog』（レンタルブログ）
- 『pixivブログ』[157]　(pixiv、2009年4月23日[158]〜2012年2月29日[159]、推奨移行先：livedoor Blog[159]）
- 『BLOGOS』[160]（LINE、 2009年10月5日[161]〜2022年5月31日[162]）
- 『LINE公式ブログ』→『LINE BLOG』（LINE株式会社、2014年11月4日[163]〜2023年6月29日[164]、推奨移行先：Amebaブログ及びライブドアブログ[164]）
- 『So-net blog』→『SSブログ』（ソニーネットワークコミュニケーションズ→Seesaa→ファンコミュニケーションズ、2004年9月15日[165]〜2025年3月31日[60]、推奨移行先：Seesaaブログ[60]）
- 『gooブログ』（NTT-X→NTTレゾナント→NTTドコモ、2004年3月9日[166]〜2025年11月18日（予定）[32]）

#### 雑誌系・ニュースサイト系ブログ（終了）
情報発信型アイドルの登場により多数のアイドルブログが登場した。またニュースサイトやファッションサイトなどからも業界人を中心としたブログが登場していた。
- 『サブラブログ』[167]（小学館、母体誌: サブラ）
- 『Bibus』[168]の「Blog」（Gakken、母体誌: BOMB[169]）
- 『casTYマイホームページ』のブログ機能[170]→『casTYブログ』[171]→『ラフブロ』（キャスティ→よしもとファンダンゴ[172]→よしもとクリエイティブ・エージェンシー[173]、2004年10月22日[170]〜2014年3月31日[173]、移行先：Yahoo!ブログ[173]）
- 『プレイヤーズブログ』[174]（ストレインネットワークス、2006年6月7日[175]〜）
- 『iza!』の「ブログ」[176]（産経デジタル、2006年6月2日[177]〜2014年3月末[178]）
- 『オリコンブログ』[179]→『スタ☆ブロ』（オリコン、芸能人のみ、2005年6月20日[180]〜2015年10月30日[181]）
- 『VOGUE.talk』→『VOGUEブログセクション』→『VOGUE Blog』（コンデナスト・ジャパン、母体誌: ヴォーグ、2010年6月[182]〜2021年12月16日[183]）
- 『J.PLAYERS BLOG』（J.PLAYERS、サッカー向け[64]）

#### ゲーム系ブログサービス（終了）
- 『i-revoマイポータル』（インターネットレボリューション、2006年3月14日[184]〜2017年3月31日[185]）
- 『Vector maglog』（ベクター、2006年10月24日[186]〜2012年5月17日[187]）
- 『daletto blog』[188]→『COG Blog』（ダレット→カプコン、2007年5月18日[189]〜2013年6月27日[190]） - 同社ゲームポータルサイト「daletto」→「カプコンオンラインゲームズ」内コンテンツ。

#### ケータイ向け（終了）
- 『CROOZブログ』（クルーズ、2005年〜2022年5月31日[191][192]）
- 『魔法のiらんど』の「日記」→「新☆画像にっき」[193]→「ブログ」[194][195]（ティー・オー・エス→魔法のiらんど、1999年12月17日[196]〜2020年3月31日[197]）
- 『Decolog』（ミツバチワークス、2007年2月[198]〜2023年9月1日[199]） - 雑誌版の『Decolog PAPER』も出版されていた。
- 『Decooブログ』（Decoo、2010年7月26日[200]〜2019年9月2日[201]）
- 『モバログ』 [202](AWALKER、 - 2009年11月4日[203]〜2020年9月30日[204]） - Mobile Spaceの全サービスも同時に終了した[205]。

### 海外
- LiveJournal
- Blogger
- Jimdo
- Tumblr
- WordPress.com（英語版）（WordPressを参照）

- 中国の「博客」または「網誌」
  - 搜狐博客[206]
  - 新浪博客[207]
  - 东洋俱乐部[208]
  - 天涯博客[209]
  - 网易博客[210]
  - 腾讯博客（中国語版）[211]
  - 博客网（中国語版）[212]
  - 东方财富博客[213]

- 台湾の「部落格」
  - 無名小站[214] - 台湾のブログの元祖といえる存在。一時650万人を超える多数の利用者を獲得したが、2009年頃からFacebookやTwitterなど新規のSNSにユーザーが流出し、2013年12月26日でサービスを停止した[215]。
  - PIXNET（中国語版）[216]
  - Yahoo!Blog[217]

## ブログ検索エンジン
ブログ検索に特化した検索エンジン。RSSないしトラックバックPing収集型が多い。以下の他にも、各ブログサービスが提供するものがある。
- gooブログ検索 - 検索対象はgooブログに限らない
- 皆声.jp
- RitiWebブログ検索
- HeyBloブログ検索エンジン

サービス終了
- Googleブログ検索 - Googleが提供していた
- Technorati
- SHOOTI

など。

## ブログパーツ
ブログパーツとは、ブログに貼る小さなパーツのことで、プラグイン形式で提供されるものがほとんどである。ブログの機能やデザイン向上のため設置するほか、ブログカウンターやブログランキング、アフィリエイト広告などもこれにより設置される。

## ブログを扱ったテレビ・ラジオ番組
- ブログタイプ（フジテレビ） - ブログを元にした再現ドラマを放送
- ブジオ!（TBSラジオ） - ブログを使って番組進行をする
- ブログの女王（テレビ東京）
- つながるテレビ@ヒューマン（NHK総合）
- Blog TV (TOKYO MX)
- BLOG@GIRLS (BS-i)
- うぇぶたまww（テレビ東京）
- 実録鬼嫁日記（関西テレビ）
- きらきら研修医 (TBS)
- バナナマンのブログ刑事（東海テレビ）
- プールdeブログ（テレビ朝日）
- ファイナルファンタジーXIV 光のお父さん（毎日放送）
- ロケみつ〜ロケ×ロケ×ロケ〜（毎日放送）

## 関連文献
- 赤木昭夫『インターネット社会論』岩波書店、1996年2月
- 糸井重里『インターネット的』PHP研究所、2001年7月
- パトリシア・ウォレス著、川浦康至・貝塚泉訳『インターネットの心理学』NTT出版、2001年9月（原書1999年刊）
- 青木日照、湯川鶴章『ネットは新聞を殺すのか 変貌するマスメディア』NTT出版、2003年9月
- 前川徹、中野潔『サイバージャーナリズム論 インターネットによって変容する報道』東京電機大学出版局、2003年10月
- 鈴木芳樹『「はてな」ではじめるブログ生活』ディー・アート、2004年6月
- 青山南『ネットと戦争 9.11からのアメリカ文化』岩波書店、2004年10月
- デジビン著『ウェブログのアイデア!』株式会社アスペクト、2005年3月
- 山下清美『ウェブログの心理学』NTT出版、2005年3月
- 呉連鎬、大畑龍次『オーマイニュースの挑戦 韓国「インターネット新聞」事始め』太田出版、2005年4月
- 百世瑛衣乎『ブログ成功バイブル 超カンタン!最強メディア』翔泳社、2005年4月
- GEODESIC 編著『ブログを続ける力』九天社、2005年4月
- 寺島英弥『シビック・ジャーナリズムの挑戦 コミュニティとつながる米国の地方紙』日本評論社、2005年5月
- 滝田誠一郎『50代にもよくわかる「ブログ入門」』ベストセラーズ、2005年5月
- 青木恵美『手取り足取り「自分流」ブログ入門 』技術評論社、2005年7月
- ダン・ギルモア、平和博『ブログ 世界を変える個人メディア』朝日新聞社、2005年8月
- 湯川鶴章、高田昌幸、藤代裕之『ブログ・ジャーナリズム 300万人のメディア』野良舎、2005年10月
- 『おとな愉快団!ブログで遊ぶ こんな面白いこと今すぐ始めなきゃもったいない!』インプレス、2006年3月
- 伊藤穣一、デヴィット・L・シフリー＆デジタルガレージグループ『革命メディア ブログの正体 No.1 ブログ検索エンジン テクノラティ (Technorati) の挑戦』インデックス・コミュニケーションズ、2006年3月
- 岡部敬史『ブログ進化論 なぜ人は日記を晒すのか』講談社（講談社+α新書）、2006年4月
- 田口和裕『ブログのすべて ビジネスの常識』ディー・アート、2006年5月
- NHK趣味悠々『ブログに挑戦してみよう！』日本放送協会、2006年6月
- 湯川鶴章『ブログがジャーナリズムを変える』NTT出版、2006年7月
- 山川健一『「書ける人」になるブログ文章教室』ソフトバンククリエイティブ、2006年11月
- 松下健次郎『プロフェッショナルWebライティング』技術評論社、2006年11月
- 滝日伴則、田中清貴『Web屋のためのRSSガイド』技術評論社、2006年11月
- 梅田望夫、平野啓一郎『ウェブ人間論』新潮社、2006年12月
- 伊地知晋一『ブログ炎上 Web2.0時代のリスクとチャンス』アスキー、2007年3月
- 鈴木謙介『ウェブ社会の思想〈遍在する私〉をどう生きるか』日本放送出版協会、2007年5月
- 池田信夫『ウェブは資本主義を超える』日経BP／日経BP出版センター、2007年6月
- マシュー・カリアー・バーデン、島田陽子『ブログ・オブ・ウォー 僕たちのイラク・アフガニスタン戦争 』メディア総合研究所、2007年7月
- 歌川令三『サイバージャーナリズム論 それからのマスメディア』ソフトバンククリエイティブ、2007年7月
- 荻上チキ『ウェブ炎上 ネット群集の暴走と可能性』筑摩書房、2007年10月
- 遠藤薫『ネットメディアと〈コミュニティ〉形成』東京電機大学出版局、2008年3月
- 佐々木俊尚『ブログ論壇の誕生』文藝春秋、2008年9月